# Вузловий аеропорт

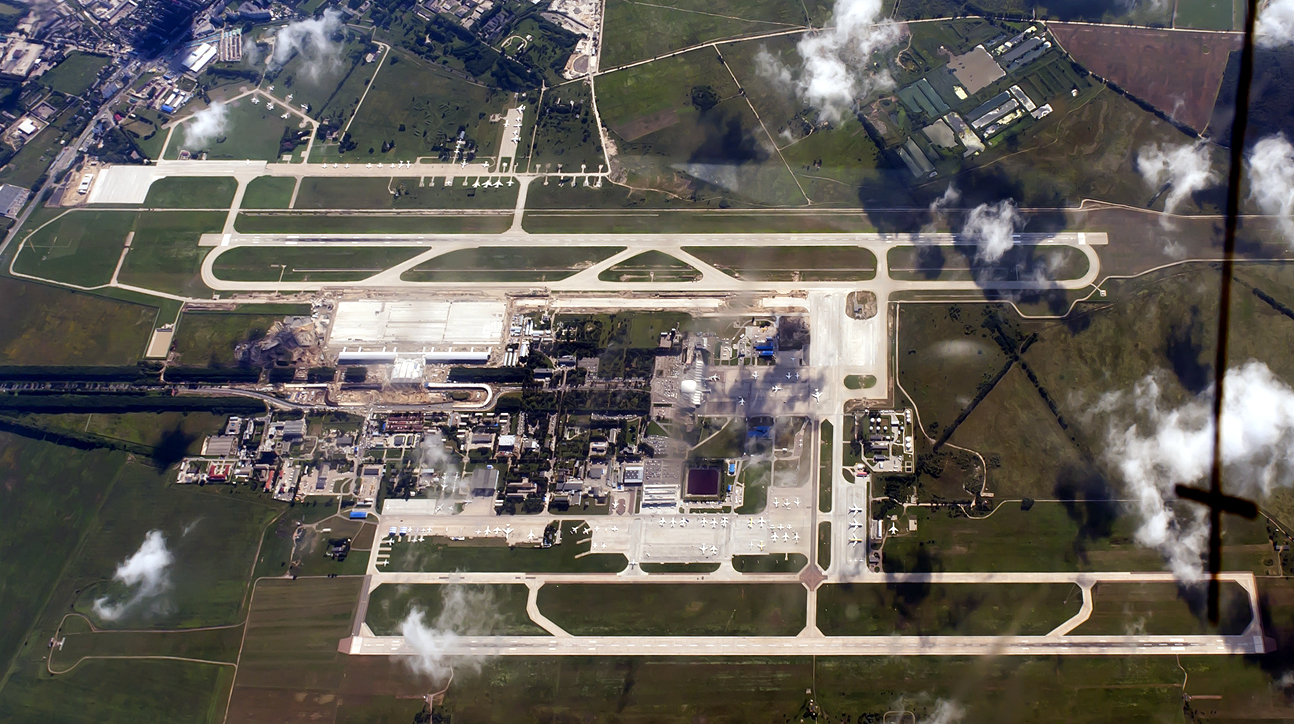
Міжнародний аеропорт «Бориспіль»

Вузловий аеропорт (англ. airline hub) — великий міжнародний аеропорт, який виконує роль транспортного вузла для пересадки пасажирів та товарів. Головний елемент мережі авіаперевезень, що зв'язує між собою аеропорти, які не мають прямого сполучення.

## Приклад
Міжнародний аеропорт «Бориспіль» виконує роль вузлового аеропорту для авіакомпаній  МАУ.